# M*A*S*H (1. сезона)
Прва сезона америчке војномедицинске драмедије M*A*S*H (срп. Меш) емитовала се у периоду од 17. септембра 1972. године до 25. мартa 1973. године на америчком телевизијском каналу Си-Би-Ес и броји 24 епизоде. Песма уводне шпице за ову сезону била је инструментална верзија песме "Suicide Is Painless" која се оригинално појавила у филму M*A*S*H.
Смештена током Корејског рата, прва сезона серије Меш прати догодовштине капетана Бенџамина Френклина "Хокаја" Пирса  и његовог најбољег друга капетана "Трапера" Џона Франциса Ксавијера Мекинтајера, који покушавају да одрже свој разум у јеку рата, шалећи се на рачун мајора Френка Бeрнса и мајора Маргарет "Вруће Усне" Хулихан. Радња сезоне смештена је у четири хиљаде седамдесет и седму мобилну војну болницу, лоцирану пет километара од фронта.
Продукција серије започета је 1971. године, након колосалног успеха Меш филма. Џин Рејнолдс доведен је да адаптира Меш филм у двадесетпетоминутну недељну телевизијску серију, па је он позвао свог пријатеља, сценаристу Ларија Гелбарта (познатог као сценариста филма Тутси са глумцем Дастином Хофманом), да напише сценарио за пилот епизоду. Једна од највећих разлика између филма и серије били су њени карактери. Ђук Форест, један од главних карактера филма, видно недостаје у главној постави серије, где је већи фокус постављен на пријатељство између карактера "Хокаја" Пирса и "Трапера" Џона Мекинтајера. Такође карактери као што су Хо-Џон и капетан "Бацач копља" Џоунс престају да се појављују у серији након ове сезоне упркос њиховом појављивању у филму. Сезона је снимљена у националном парку Малибу Крик, у Калифорнији и у студију у Холивуду. Текст на почетку епизода исписан је фонтом Купер Блек.
Прва сезона је емитована је са снимљеним смехом који је пратио изговорене шале. Ово није била одлука Гелбарта и Рејнолдса већ шефова у Си-Би-Есу. Си-Би-Ес никада раније није емитовао емисију комичног карактера без снимљеног смеха па нису хтели да ризикују са Мешом. О овоме је Гелбарт рекао: "Увек сам мислио да је ово умањило квалитет емисије. На крају је мрежа добила шта је хтела. Они су ипак плаћали вечеру." 
Упркос овоме, Гелбарт и Рејнолдс су се нагодили са Си-Би-Есом да снимљени смех не буде пуштен у сценама смештеним у операционој сали. Гелбарт је рекао: "Док доктори раде, тешко је замислити триста људи како седе у просторији и умиру од смеха, кад некоме зашивају црева." ДВД едиције серије су уклониле снимљени смех, док се ван Сједињених Америчких Држава серија емитовала без снимљеног смеха од почетка.
Серија се емитовала недељом у вечерњим сатима у периоду од двадесет часова до двадесет часова и тридесет минута. Овај проблематични временски период утицао је на гледаност серије, јер је она морала да се такмичи са јако популарном серијом, "Чудесни Свет Дизнија", на каналу Еј-Би-Си која се емитовала у исто време. Најгледанија епизода сезоне, епизода "Примирје" једва је ушла у топ двадесет најгледанијих епизода које су се емитовале те недеље, док друге епизоде као што су "До маркета, до маркета", "Едвина", "Јенки Дудл Доктор", и "Време је за шоу" нису ни ушле у топ педесет. Прва сезона је завршила сезону 1972-1973 на четрдесет и шестом месту заједно са Шоуом Пола Линда.
Главну глумачку поставу серије чинили су Алан Алда, Вејн Роџерс, Меклејн Стивенсон, Лари Линвил, Лорета Свит, и Гари Бургоф.
Лари Гелбарт и Џин Роџерс били су номиновани за награду Еми за успехе у пољу комедије, за пилот епизоду серије. За сценарио епизоде                                                      "Главни хирург ко?", Лари Гелбарт је освојио награду Америчког удружења писаца.

## Улоге

#### Главне улоге
- Алан Алда - капетан Бенџамин Френклин "Хокај" Пирс

- Вејн Роџерс - капетан "Трапер" Џон Мекинтајер
- Меклејн Стивенсон - потпуковник Хенри Блејк
- Лорета Свит - мајор Маргарет "Вруће Усне" Хулихан
- Лари Линвил - мајор Френк Бeрнс
- Гари Бургоф - млађи водник Валтер "Радар" О’Рајли

#### Споредне улоге
- Патрик Адиарте - Хо-Џон
- Тимоти Браун - капетан Оливер Хармон "Бацач копља" Џоунс
- Одеса Кливленд - пуковник Џинџер Бејлис, медицинска сестра
- Џејми Фар - каплар Максвел Клингер
- Бони Џоунс - поручник Барбара Банерман, медицинска сестра
- Бруно Кирби (у пилот епизоди) и Боб Гуден - редов Лоренцо Бун
- Линда Мејклџон - поручник Лезли Скорч, медицинска сестра
- Џорџ Морган (у пилот епизоди) и Вилијам Кристофер - поручник отац Францис Џон Патрик Мулкахи, језуит
- Џон Орчард - капетан Џон "Ружни Џон" Блек
- Карен Филип - поручник Меги Диш, медицинска сестра
- Марција Штрасман - поручник Марџи Катлер, медицинска сестра
- Херб Воланд - генерал Крендел Клејтон
- Џи Вуд - бригадни генерал Хамилтон Хамонд

Након прве сезоне Хо-Џон, Џоунс, Барбара Банерман, Бун, Лезли Скорч, Ружни Џон, Диш, Марџи Катлер и бригадни генерал Хамонд престају да се појављују као карактери у серији.
Такође након ове сезоне, каплар Максвел Клингер, карактер Џејмија Фара, и отац Џон Мулкахи, карактер Вилијама Кристофера, постају редовнији у својим појављивањима, а у каснијим сезонама постају чланови главне поставе.

#### Гостујуће улоге
- Џек Со - Чарли Ли
- Лесли Нилсен - пуковник Баз Брајтон
- Џејмс Калахан - водник Томи Гилис
- Рон Хауард - редов Валтер (Вендел) Питерсон
- Стјуарт Марголин - капетан Филип Џ. Шерман

Глумац Силвестер Сталоне се такође појављује у серији у некредитованој улози као један од војника у мензи. Ово је једна од најранијих улога Сталонеа.

## Кастинг
Од оригиналне поставе филма Меш, једино је Гери Бургоф обновио своју улогу и у телевизијској серији. Глумац Том Скерит који је у филму тумачио улогу Ђука Фореста, одбио је понуду да га поново глуми и у телевизијској серији јер је сматрао да Меш франшиза никад неће успети као серија, па је његов карактер избачен у целости из ње. 
Меклејн Стивенсон је отишао на аудицију за карактер Хокаја Пирса, али су га Гелбарт и Рејнолдс убедили да глуми Хенрија Блејка. Рејнолдс је знао да улога Хокаја може отићи само Алди, јер је био упознат са њим због његовог рада у позоришту у Њујорку. Када су га питали о кастовању Алде, Рејнолдс је рекао: "Био је леп, главни глумац и фантастичан комедијски таленат који је могао да одглуми тужне моменте. Не постоји много таквих ликова."
Познати комичар Роберт Клајн одбио је понуду да глуми Трапера па је та улога отишла Вејну Роџерсу. Роџерс никад није потписао уговор са Си-Би-Есом, што му је омогућило да напусти серију након завршетка треће сезоне.

## Епизоде
Листа епизода прве сезоне, сортирана по редоследу у којем су се епизоде оригинално емитовале:
| Број у серији | Продукцијски код | Наслов                       | Наслов оригинала              | Сценариста                                                | Режија          | Премијерно емитовање |
| --- | ---------------- | ---------------------------- | ----------------------------- | --------------------------------------------------------- | --------------- | -------------------- |
| 1 | Ј-301            | Пилот                        | Pilot                         | Лари Гелбарт                                              | Џин Ренолдс     | 17. септембар 1972.  |
| Капетани Бенџамин Френклин "Хокај" Пирс, и "Трапер" Џон Френсис Ксавијер Мекинтајер, сазнају да је Хокајев помоћник Хо-Џон уписао медицински факултет у Америци, али да они морају да сакупе две хиљаде америчких долара да би му платили школарину и пут до Америке. Они те вечери организују журку и лутрију чија је награда одлазак у Токио за двоје са медицинском сестром Диш. Мајори Френк Бeрнс и Маргарет Хулихан не одобравају овакво понашање и позивају генерала Хамонда да дође у болницу и заустави журку. Ово је прво и једино појављивање глумца Џорџа Моргана у улози оца Мулкахија. Њега ће у каснијим епизодама сменити Вилијам Кристофер. |                  |                              |                               |                                                           |                 |                      |
| 2 | J-303            | До маркета, до маркета       | To Market, to Market          | Бурт Стајлер                                              | Мајкл О’Херлихи | 24. септембар 1972.  |
| У току дуге операције Хокај и Трапер схватају да им недостају хидрокотизона који им је неопходан за дуге операције. Након мало истраживања они сазнају да су им све залихе хидрокортизона заједно са половином медицинске опреме украдене од стране криминалаца са црног тржишта. Хокај и Трапер одлазе код свог надређеног, потпуковника Хенрија Блејка који у том тренутку полира свој стогодишњи ручно израђени радни сто направљен од храста. Хокај и Трапер захтевају да он наручи од генерала Хамонда још хидрокотизона, што он и чини, али генерал Хамонд не жели да им пошаље нове дозе. Очајни, Хокај и Трапер одлазе у Сеул где се договарају са бизнисменом са црног тржишта да трампе двеста бочица хидрокотизона за Хенријев стогодишњи сто од храста. |                  |                              |                               |                                                           |                 |                      |
| 3 | Ј-308            | Реквијем за перолаког        | Requiem for a Lightweight     | Боб Клејн                                                 | Хај Авербак     | 1. октобар 1972.     |
| Хокај и Трапер сазнају да медицинска сестра Марџи Катлер приморана да се пребаци у другу војну болницу, зато што је мајор Маргарет Хулихан одлучила да је она превелика дистракција за хирурге због своје лепоте. Трапер и Хокај не желе да Марџи напусти Меш па одлазе код свог надређеног, потпуковника Хенрија Блејка, који им саопштава да ће Марџи остати у болници само ако један од њих двојице победи војника генерала Баркера у боксу. Трапер одлучује да се бори, али зна да не може победити војника у боксу, па он и Хокај одлучују да наместе меч, тако што ће прекрити Траперове рукавице етаром. Ова епизода садржи прво појављивање Вилијама Кристофера у улози оца Мулкахија. |                  |                              |                               |                                                           |                 |                      |
| 4 | Ј-307            | Главни хирург ко?            | Chief Surgeon Who?            | Лари Гелбарт                                              | Е. В. Свакхамер | 8. октобар 1972.     |
| Капетан Хокај Пирс бива проглашен новим главним хирургом мобилне војне болнице, са чиме се не слаже мајор Френк Бeрнс који сматра да би он аутоматски требао да постане нови главни хирург зато што је виши чин од Хокаја. Френк одлучује да позове генерала Баркера да регулише живот у кампу и да постави њега као новог главног хирурга. Ова епизода садржи прво појављивање каплара Максвела Клингера, којег тумачи Џејми Фар. Фаров карактер је написан искључиво за ову епизоду, али је његов успех са публиком утицао на његов повратак у каснијим сезонама. |                  |                              |                               |                                                           |                 |                      |
| 5 | Ј-305            | Мус                          | The Moose                     | Лоренс Маркс                                              | Хај Авербак     | 15. октобар 1972.    |
| Водник Бејкер долази у војну болницу са Јанг Хи, девојком која је откупљена од њене породице за петсто долара и која служи Бејкеру као робиња. Када Хокај сазнаје за ово, он одлучује да ослободи Јанг Хи и да је врати њеној породици, али Бејкер не жели да слуша наређења надређеног, нити да прода Јанг Хи. Хокај одлучује да изазове Бејкера у покеру и тако освоји слободу Јанг Хи. Иако су Лари Линвил (мајор Френк Бeрнс) и Лорета Свит (мајор Маргарет "Вруће Усне" Хулихан) наведени у уводној шпици епизоди, њихови карактери се у њој не појављују. |                  |                              |                               |                                                           |                 |                      |
| 6 | Ј-310            | Јенки Дудл Доктор            | Yankee Doodle Doctor          | Бурт Стајлер                                              | Брајс Билсон    | 22. октобар 1972.    |
| Потпоручник Брикер добија одобрење да дође у четири хиљаде седамдесет и седму војну болницу да сними документарни филм о хирурзима који у њој оперишу. Након сазнања да је филм ратна пропаганда која велича рат и представља хирурге као хероје, Хокај Пирс одлучује да сними своју верзију филма уз помоћ Трапера Џона и Радара О’Рајлија. Ова епизода је прва епизода серије која је директно садржала антиратне поруке усмерена према америчкој војсци. Амерички магазин Newsweek назвао је ову епизоду: "најгрубљом иронијом". |                  |                              |                               |                                                           |                 |                      |
| 7 | Ј-311            | Банане, крекери и ораси      | Bananas, Crackers and Nuts    | Бурт Стајлер                                              | Брајс Билсон    | 5. новембар 1972.    |
| Након дуге и мукотрпне операције, Хокај и Трапер одлучују да захтевају одмор у Токију на пар дана од свог надређеног, Хенрија Блејка. Нажалост, Блејк одлази на пар дана и поставља мајора Френка Бeрнса као новог надређеног. Знајући да га Бeрнс никад неће пустити на одмор, Хокај одлучује да лажира психозу уз помоћ које би био послат у Токио на лечење и одмор. Мајор Маргарет Хулихан не верује да је Хокај заправо полудео, па позива свог пријатеља, психотерапеута капетана Филипа Шермана, да процени степен Хокајевог лудила. Шерман процењује да је Хокај полудео и жели да га пошаље у психијатријску болницу, што Хокај не жели. Он затим кује план да обесчасти Шермана и добије одмор у Токију. |                  |                              |                               |                                                           |                 |                      |
| 8 | J-309            | Каубој                       | The Cowboy                    | Роберт Клејн                                              | Дон Велс        | 12. новембар 1972.   |
| Неко покушава да убије потпуковника Хенрија Блејка. Након више неуспелих покушаја убиства, Блејк почиње да се плаши за свој живот одлучује да оде у Сеул на пар дана. За то време, у мобилну болницу стиже "Каубој", пилот хеликоптера са повредом рамена, који ишчекује писмо од своје жене, убеђен да га је она преварила док је он у војсци. Каубој се нуди да превезе Блејка у Сеул што Хокај, Трапер и Радар покушавају да спрече, када сазнају идентитет особе која жели да убије Хенрија. |                  |                              |                               |                                                           |                 |                      |
| 9 | J-302            | Хенри молим те врати се кући | Henry Please Come Home        | Лоренс Маркс                                              | Вилијам Виард   | 19. новембар 1972.   |
| Хенри Блејк добија награду за најефикаснију мобилну војну болницу, па га због тога генерал Клејтон премешта да буде вођа мобилне војне болнице у Токију. На позицији шефа, Блејка замењује Френк Бeрнс који одлучује да од болница не прати довољно војних регулација и одлучује да то преправи одузимањем Хокајеве и Траперове машине за дестилацију. Хокај и Трапер одлучују да врате Хенрија у болницу, тако што ће га преварити да је његов асистент и миљеник Радар болестан. |                  |                              |                               |                                                           |                 |                      |
| 10 | Ј-306            | Мрзим мистерије              | I Hate a Mystery              | Хал Дрезнер                                               | Хај Авербак     | 26. новембар 1972.   |
| Низ крађа се дешава на територији четири хиљаде седамдесет и седме мобилне војне болнице. Међу многим стварима које су нестале налазе се и Бeрнсов рам за слику, Маргаретина четка за косу, и Траперов ручни сат. Након групног састанка свих доктора и медицинских сестара на којем још више ствари буде украдено, Блејк одлучује да спроведе истрагу свачијег шатора да би пронашао украдене ствари. Након што су ствари пронађене у Хокајевом ормарићу, он одлучује да скине љагу са свог имена, и пронађе правог крадљивца. Генерална мистерија епизоде инспирисана је причом о математичару Џону Неперу, и епизода такође садржи алузије на Шерлока Холмса. |                  |                              |                               |                                                           |                 |                      |
| 11 | Ј-304            | Рат против бацила            | Germ Warfare                  | Лари Гелбарт                                              | Тери Бекер      | 10. децембар 1972.   |
| У мобилну болницу стиже повређени ратни заробљеник из Северне Кореје. Френк Бeрнс не жели да се стара о ратном заробљенику па је заробљеник премештен у "Мочвару" где ће се о њему старати Хокај и Трапер. Када заробљенику очајнички затреба крв, Хокај и Трапер сазнају да је Френк иста крвна група као и он, па те вечери кришом узимају дозу од Френка док Френк спава. Пар дана касније, Хокај и Трапер откривају да је заробљеник оболео од хепатитиса и стрепе да можда и Френк има хепатитис. Хокај и Трапер морају да учине све што је у њиховој моћи да изолују Френка и да од њега добију узорак урина, да би тестирали да ли он заправо има хепатитис. Рат против бацила је последња епизода у којој се појављује карактер капетан "Бацач копља" Џоунс. |                  |                              |                               |                                                           |                 |                      |
| 12 | Ј-313            | Драги тата                   | Dear Dad                      | Лари Гелбарт                                              | Џин Ренолдс     | 17. децембар 1972.   |
| Хокај пише писмо свом оцу у којем му прича анегдоте које су се десиле у болници у току прославе прве Нове године коју је он провео у Кореји. Неке од тих анегдота укључују Радара који шаље џипа поштом део по део, Трапера који је отелио краву, и Хокаја који је отишао у ратну зону да оперише над генералом, обучен као Деда мраз. |                  |                              |                               |                                                           |                 |                      |
| 13 | Ј-312            | Едвина                       | Edwina                        | Хал Дреснер                                               | Џејмс Шелдон    | 24. децембар 1972.   |
| На њен двадесет и осми рођендан, поручник Едвина Фергусон почиње да плаче. Она се јада поручнику Марџи Катлер како има двадесет и осам година и и даље нема супруга нити дечка. Њена једина љубав ју је оставио када је отишао да се бори у Кореји, па је и она пошла за њим и постала медицинска сестра. Медицинске сестре четири хиљаде седамдесет и седме војне болнице одлучују да склопе пакт, тако да ниједна сестра не уђе у везу ни са једним хирургом болнице, док један од њих не уђе у везу са Едвином. Како нико не жели то да учини, Хокај Пирс окупља хирурге и они одлучују да извлаче сламке. Хокај извлачи најмању сламку и одлази да шармира Едвину, што се чини још теже зато што је Едвина неспретна и баксуз, што константо доводи до нових проблема. |                  |                              |                               |                                                           |                 |                      |
| 14 | Ј-314            | Љубавна прича                | Love Story                    | Лоренс Маркс                                              | Ерл Белами      | 7. јануар 1973.      |
| Хенри Блејк примећује да нешто није у реду са Радаром. Његови послови нису одрађени како треба, увек касни, и стално је у бедаку. Хокај и Трапер одлучују да истраже и сазнају да је Радар добио писмо у којем његова девојка из Америке раскида са њим. У то време, у болницу стиже нова медицинска сестра из Уједињеног Краљевства, поручник Луиз Андерсон. Хокај одлучује да споји Радара и Луиз, али схвата да Луиз ужива у класичној музици и литератури, о чему Радар не зна ништа. Истовремено мајор Френк Бeрнс и мајор Маргарет Хулихан желе да прекину ову везу јер се не слаже са војним регулацијама. |                  |                              |                               |                                                           |                 |                      |
| 15 | Ј-315            | Татл                         | Tuttle                        | Брус Шели и Дејвид Кечам                                  | Вилијам Виард   | 14. јануар 1973.     |
| Да би објаснили где су нестале залихе из кампа које су они те вечери поклонили локалном сиротишту, Хокај и Трапер измишљају капетана Татла који им даје наредбе. Ускоро се прочује за постојање капетана Татла, али нико га није упознао. Мајори Френк Бeрнс и Маргарет Хулихан позивају генерала Клејтона да истражи случај Татл. Хокај и Трапер схватају да морају да створе измишљену особу и да учине што је више могуће за сиротиште, па започињу сложени план преваре и обмане у нади да ће преварити Бeрнса, Маргарет, а најпре, генерала Клејтона. |                  |                              |                               |                                                           |                 |                      |
| 16 | Ј-316            | Прстењак                     | The Ringbanger                | Џери Мајер                                                | Џеки Купер      | 21. јануар 1973.     |
| У болницу стиже пуковник Баз Брајтон (Лесли Нилсен) са раном на задњици. Хокај и Трапер почињу разговор са њим и сазнају да је он један од нагорих пуковника у рату, који често жртвује своје војнике за мало територије. Хокај и Трапер не желе да дозволе Базу да се врати на бојно поље, да жртвује још војника, они смишљају план у којем ће га убедити да пати од ратног шока, да би га удаљили од позиције пуковника, и послали га назад у Сједињене Америчке Државе. |                  |                              |                               |                                                           |                 |                      |
| 17 | J-318            | Понекад чујеш метак          | Sometimes You Hear the Bullet | Карл Клајншмит                                            | Вилијам Виард   | 28. јануар 1973.     |
| Хокајев пријатељ из детињства свраћа у четири хиљаде седамдесет и седму мобилну војну болницу да посети свог пријатеља. Он информише Хокаја да пише књигу "Никад не чујеш метак" о реалности рата у Кореји. У међувремену, у болници је лечен маринац који изгледа млађе од осамнаест година. Хокај сазнаје да је маринац заправо лагао и да нема осамнаест година већ шеснаест, и да је пошао у рат да би импресионирао његову бившу девојку, која га је оставила због војника са орденом. Такође у то време, Френк Бeрнс тражи орден Љубичасто Срце јер је "стекао повреду на линији фронта", када се заправо само саплео и ошинуо леђа. Када се у ординацији појави Хокајев пријатељ који умире на операционом столу, Хокај одлучује да врати маринца у Америку, да не би видео још један бесмислен смртан случај. Ова епизода је значајна јер је била прва епизода серије Меш у којој је неко преминуо на операционом столу. |                  |                              |                               |                                                           |                 |                      |
| 18 | Ј-317            | Драги тата... Поново         | Dear Dad... Again             | Шелдон Келер и Лари Гелбарт                               | Џеки Купер      | 4. фебруар 1973.     |
| Хокај пише још једно писмо свом оцу у Америци. Неке од анегдота које описује у овом писму укључују опкладу између Хокаја и Трапера, где се Хокај кладио да може да оде у мензу наг, а да га нико не примети, Клингерово ношење беле венчанице уз беле боксерице, Радарово полагање средњошколског испита, и долазак новог хирурга капетана Кејсија, који је врстан хирург, али који заправо никад није завршио медицинску школу већ је патолошки лажов који се раније претварао и да је адвокат, наставник и инжењер. |                  |                              |                               |                                                           |                 |                      |
| 19 | Ј-319            | Лепршаве дуге гаће           | The Longjohn Flap             | Алан Алда                                                 | Вилијам Виард   | 18. фебруар 1973.    |
| У току највеће зиме која је икад погодила четири хиљаде седамдесет и седму мобилну војну болницу, Хокај добија пакет од свог оца, а у пакету, дуге гаће. Трапер моли Хокаја да му да своје дуге гаће што он не жели да учини. После неког времена Хокај попушта и даје своје дуге гаће Траперу који их следеће вечери губи у партији покера. После тога, дуге гаће мењају власништво и бивају у поседу скоро сваког лица у кампу. На крају епизоде, дуге гаће се враћају Хокају и он леже да спава. Лепршаве дуге гаће је прва епизода коју је написао Алан Алда који глуми Хокаја Пирса. Алда ће у каснијим сезонама преузети дужности режије серије и писања по које епизоде. |                  |                              |                               |                                                           |                 |                      |
| 20 | Ј-322            | Игра армије и морнарице      | The Army-Navy Game            | Прича: Меклејн Стивенсон Телеплеј: Сид Дорфман            | Џин Ренолдс     | 25. фебруар 1973.    |
| Рагби утакмица између армије и морнарице заокупира свачији мозак све док артиљерија не почне да бомбардује четири хиљаде седамдесет и седму мобилну болницу. Једна бомба пада у двориште кампа али не експлодира. Хокај и Трапер добијају задатак да деактивирају бомбу пре него што она пукне и разнесе целу болницу. Игра армије и морнарице била је прва од три узастопне епизоде која је садржала другачију верзију уводне шпице Suicide Is Painless. Ова верзија песме била је џез прерада оригинала и била је бржег темпа. Након ове три епизоде, уводна шпица се вратила у нормалу. |                  |                              |                               |                                                           |                 |                      |
| 21 | Ј-321            | Лепљива вратанца             | Sticky Wicket                 | Прича: Ричард Баер Телеплеј: Лоренс Маркс и Лари Гелбарт  | Дон Вајс        | 4. март 1973.        |
| Хокај и Френк Бeрнс улазе у горку свађу након што Хокај вређа Бeрнсову неспособност при хирургији. Али у то време један од Хокајевих пацијената постане смртно угрожен и после операције, а Хокај не може да схвати шта му фали. Ова опседнутост заокупира Хокајев мозак, док Бeрнс слави своју победу као бољи хирург од Хокаја. |                  |                              |                               |                                                           |                 |                      |
| 22 | Ј-320            | Мајор Фред К. Добс           | Major Fred C. Dobbs           | Сид Дорфман                                               | Дон Вајс        | 11. март 1973.       |
| Френк Бeрнс одлучује да му је доста вређања и пошалица капетана Хокаја Пирса и Трапера Џона и одлучује да се пребаци у другу војну болницу. Знајући да ће им доћи веће зло од Френка, Хокај и Трапер праве план да натерају Френка да остане, тако што ће га убедити да постоји залиха злата недалеко од кампа. |                  |                              |                               |                                                           |                 |                      |
| 23 | Ј-323            | Примирје                     | Ceasefire                     | Прича: Роберт Клејн Телеплеј: Лоренс Маркс и Лари Гелбарт | Ерл Белами      | 18. март 1973.       |
| Трач да ће доћи до прекида ватре креће да се шири кампом и сви верују овом трачу осим Трапера. Хокај одлучује да раскине са три своје девојке звог замишљене жене и детета, и да опрости свима своје дугове, и да направи филм у којем исмева генерала Клејтона, што се не завршава добро по њега, када се открије да је трач о прекиду ватре заправо био само трач. |                  |                              |                               |                                                           |                 |                      |
| 24 | Ј-324            | Време је за шоу              | Showtime                      | Прича: Лари Гелбарт Телеплеј: Роберт Клејн и Лари Гелбарт | Џеки Купер      | 25. март 1973.       |
| Путујући шоу долази у четири хиљаде седамдесет и седму мобилну војну болницу, а за то време Хенри покушава да ступи у контакт са болницом у Америци где му је остала жена која је почела да се порађа. Зубар војне болнице добија писмо да се враћа у Америку, и чини све што је у његовој моћи да се не повреди. |                  |                              |                               |                                                           |                 |                      |
| |                  |                              |                               |                                                           |                 |                      |